# Håltjärnen (Långseruds socken, Värmland)
Håltjärnen är en sjö i Säffle kommun i Värmland och ingår i Göta älvs huvudavrinningsområde.